# 拉麵王
《拉麵王》（日语：ラーメン発見伝），是由久部綠郎原作，河合單作畫的拉麵主題美食漫畫，於小學館《Big Comic Superior》上連載，自1999年23號起連載至2009年15號結束，並在之後連載外傳《拉麵才遊記》及《拉麵再遊記》。作品曾於2004年被日本電視台改編為電視劇，並於2007年與日清食品推出聯名泡麵。

## 故事大綱
任職於大有商事的普通上班族藤本浩平，在下班後有個不為人知的副業，他獨自一人經營拉麵攤，並懷抱著未來要獨立開店的夢想。公司內有位知道他秘密的女同事兼拉麵迷佐倉祥子，不時會對他提供協助。有天，大阪分公司調任的新上司四谷課長，準備要推動公司進軍拉麵市場，便讓這兩位對拉麵有深厚認識的藤本與佐倉負責，故事以兩人對公司的事業開發為中心來開展，在這之中認識了知名的拉麵評論家有栖涼、拉麵名店店長芹泽達也等人物，而藤本浩平的技術也不斷提升。最終他總算有了自己的店面，並與佐倉祥子一起經營打拼。
故事主要為二至三回完結的單元故事，內容多為拉麵改良、拉麵店的經營問題改善、創作拉麵的對決等，不時提及拉麵相關知識或各地拉麵特色，也經常描寫拉麵店經營時的商業手段，例如店家欺瞞顧客、加盟店欺瞞總店、雇員欺瞞店主的手法，和這些問題的解決方法。並且會提及成本、現實條件、服務等商業因素，而不單只是描述美食。

## 登場人物

### 主要人物
藤本浩平
本作主角，27歲，大有商事員工，附屬於營業一課，在公司是個沒有幹勁的差勁員工著稱。
夢想是開一家拉麵店，但因為需要開店資金而選擇先當上班族。公司的工作對他而言只是實現夢想的墊腳石，所以上班時才沒有投注熱情，也因此幾乎不加班，一到下班時間就立刻離開。下班後會去擺攤賣拉麵，藉此來進行拉麵的修行，但因為公司不允許兼職，所以對上司與同事一律隱瞞，唯一的例外就是佐倉。
對於拉麵的造詣很深，因此公司中與拉麵相關的事物幾乎是由他負責；雖然在經營拉麵事務的過程中逐漸了解了業內的現實，但仍然堅持商德，不會像芹澤那樣靠名不符實的廣告詞來吸引顧客，在本作劇情中曾參加拉麵知識競賽，獲得「拉麵狂人」的稱號。
佐倉祥子
23歲，藤本的同事，也是本作的女主角。在公司是以優秀的工作能力與是個拉麵迷著稱。因此常與藤本一起出差，一起吃拉麵。
小池先生
拉麵店小池拉麵的店長，個性溫柔但是膽小，雖然拉麵手藝在業界算是良好，但是仍然容易因為一些味道外的事情而陷入經營瓶頸，因此常常尋求藤本等人的幫助，亦會給予藤本關於拉麵的幫助使其通過公司所給予的課題。
因為藤本對公司同事宣稱自己只是拉麵迷，所以涉及的拉麵開發的時候皆是找他來擔任藤本方表面上的拉麵製作。
有栖涼
知名拉麵評論家，在吃完拉麵後會擺出各種表情來表現對該拉麵的評價，雖然與藤本等人是朋友關係，也時常光顧其拉麵攤，但是在料理對決的評判中絕對不會偏心。
祐介
小學生，有著很好的味覺能力，時常光顧藤本的拉麵攤，並給拉麵打分數，能夠分析出其他人所不知道的味道。
芹澤達也
拉麵店清流房的店長兼任拉麵顧問公司的老闆，招牌拉麵是以特製香魚乾為湯底的淡口味拉麵。
個性現實，認為只有少部分的客人能分辨味道的好壞，其他的大多數只是聽從表面資訊而不懂味道，所以他不相信客人的品味。為了迎合人群，刻意在明知會破壞香魚風味的情況下販售重口味拉麵。對他來說，會點淡口味拉麵的內行客人才是值得重視的，其他會點重口味拉麵的客人只是他的經費來源。
與藤本是亦師亦敵的關係，看出他具備優秀的才能，但卻乏實際經驗，離專業還有很大的距離，所以語帶調侃的稱呼他為「優秀的拉麵迷」。以顧問的身分協助大有商事進行拉麵相關業務，在四股課長的慫恿下多次與藤本進行拉麵對決，時常在過程中教導他一些關於拉麵經營的知識。

### 大有商事
過井信一
營業一科股長，因看不起藤本的偷懶行為，時常在工作上刁難他，對藤本的評價是「除了拉麵之外一無是處」。故事後期因為升格為課長而被調離營業科，但是本人堅稱這是被公司流放至外地。
四股匡史
營業一科課長，個性隨和，表面上看似邋遢但實際上是個工作狂，因為知道藤本對拉麵的興趣，於是將公司內拉麵相關的業務分配給他
葉月玲
營業一科主任，故事中期開始與藤本等人負責公司中與拉麵主題樂園相關的事務，個性狂暴，雖然常因為一些小事罵人與令人難以忍受的控制慾，但是處理經營與設計方面的能力為一流，對於藤本的評價是「雖然能補足我專業上的不足，但卻是不能服從我命令的人」